# Sybra alboscutellaris
Sybra alboscutellaris là một loài bọ cánh cứng trong họ Cerambycidae.